# خوراک زندان

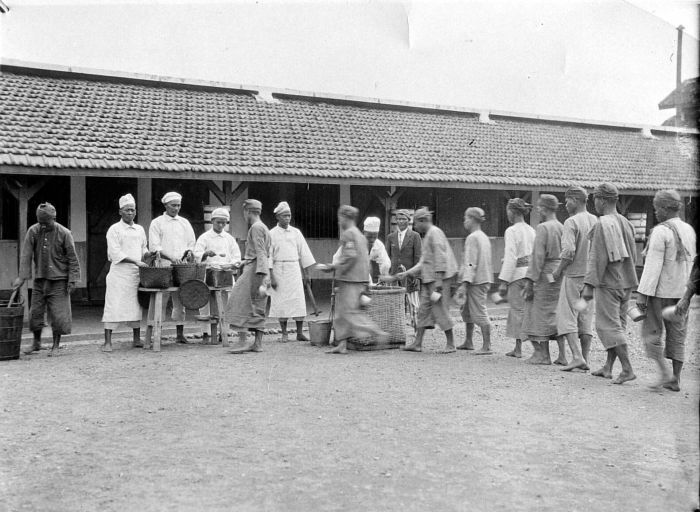
زندانیان زندانی در مالنگ واقع در جاوه شرقی برای دریافت جیره خوراک خود صف بسته‌اند. تصویر مربوط است به زمانی بین ۱۹۲۱ تا ۱۹۳۲.

خوراک زندان به وعده‌های خوراکی می‌گویند که در زندان به زندانیان داده می‌شود. برخی زندان‌ها که آشپزخانه دار هستند، غذای زندانیان را یا به وسیله کارمندان یا خود زندانیان تهیه می‌کنند. در برخی دیگر از زندان‌ها خوراک زندانیان را از شرکت‌های تولید خوراک خریداری می‌کنند.

## ایالات متحده آمریکا
در زیر به چند نمونه از خوراک‌های یک زندان در یکی از ایالات آمریکا اشاره می‌شود.
- ۸۰ تا ۱۰۰ گرم گوشت
- نیم بشقاب سبزیجات
- سه چهارم فنجان نشاسته
- سه چهارم بشقاب سالاد با سس
- ۱ عدد نان
- ۱ عدد نوشیدنی
- ۱ عدد پیش خوراک